# Aglais turica
Aglais turica är en fjärilsart som beskrevs av Otto Staudinger 1861. Aglais turica ingår i släktet Aglais och familjen praktfjärilar. Inga underarter finns listade i Catalogue of Life.